# Iridopsis rectura
Iridopsis rectura är en fjärilsart som beskrevs av Paul Dognin 1904. Iridopsis rectura ingår i släktet Iridopsis och familjen mätare. Inga underarter finns listade i Catalogue of Life.